# Mont Beuvray
Le mont Beuvray, qui culmine à 821 mètres, fait partie du massif du Morvan, en Bourgogne-Franche-Comté. Il se trouve sur les communes de Saint-Léger-sous-Beuvray (Saône-et-Loire) et de Glux-en-Glenne et Larochemillay (Nièvre). Son sommet correspond à l'ancien oppidum gaulois de Bibracte, capitale des Éduens.
Sur ses flancs se trouve le musée de la civilisation celtique, ouvert au public en 1996.

## Paysages naturels

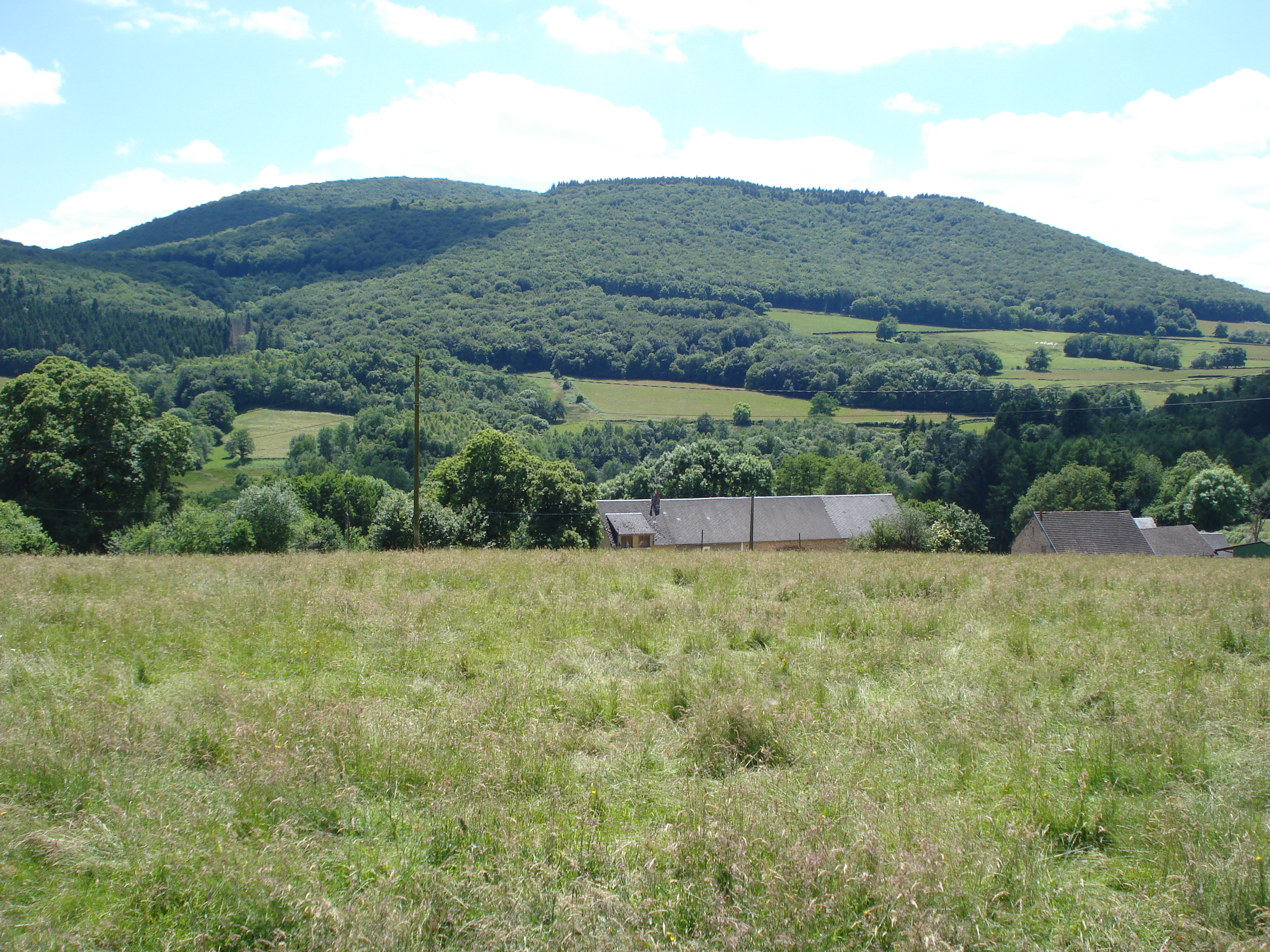
Vue du mont Beuvray depuis le nord.

Alors que les flancs du mont Beuvray sont totalement boisés, avec quelques clairières, en particulier au niveau des sites archéologiques, la pelouse sommitale (formant un « chaume » ou prairie d'altitude) permet de voir la platitude du sommet et favorise la vue des paysages. Du sommet du mont Beuvray, le panorama est étendu, surtout vers le sud et vers l'ouest, permettant de voir une bonne partie du massif du Morvan. Une table d'orientation permet d'identifier sommets, vallées et villages.

## Histoire

### Mésolithique, Néolithique
Le mont Beuvray a été occupé dès le Néolithique, comme l'attestent les nombreux objets lithiques recueillis sur l'ensemble du mont ; certains objets indiquent également une occupation remontant jusqu'au Mésolithique. La nécropole antique du col du Rebout, au pied du mont côté nord-est, a livré une série de 570 pièces lithiques dont la diversité des matériaux reflète la rareté des sites d'extraction de matières premières (les silex sont pratiquement absents dans le Morvan, avec son socle granitique). Ces matériaux incluent le quartz, la ﬂuorite, et treize types de silex différents dont deux variétés provenant du Bassin parisien : silex de Meusnes (Loir-et-Cher) et silex du Turonien supérieur de la région du Grand-Pressigny (Indre-et-Loire). Le mode de production est relativement homogène : il semble que les matières premières aient été débitées au moins en partie sur le site, car la série comporte toutes les catégories d'objets en fonction de chaque type de silex. Mais cette série contient très peu de pièces retouchées : on y trouve seulement quelques grattoirs sur éclats, quelques lamelles à retouches (bi)latérales marginales irrégulières, un fragment de lamelle appointée par retouches bilatérales et un couteau. Les nucléus y sont très variés : plan de frappe unique ou deux plans de frappe opposés, discoïde, à débitage lamellaire périphérique, ou semi-conique à débitage enveloppant. Cette série peut être attribuée au Néolithique aussi bien qu'au Mésolithique : par exemple les nucléus peuvent être comparés à certains nucléus des ensembles mésolithiques de Ruffey-sur-Seille (Jura).

### Protohistoire

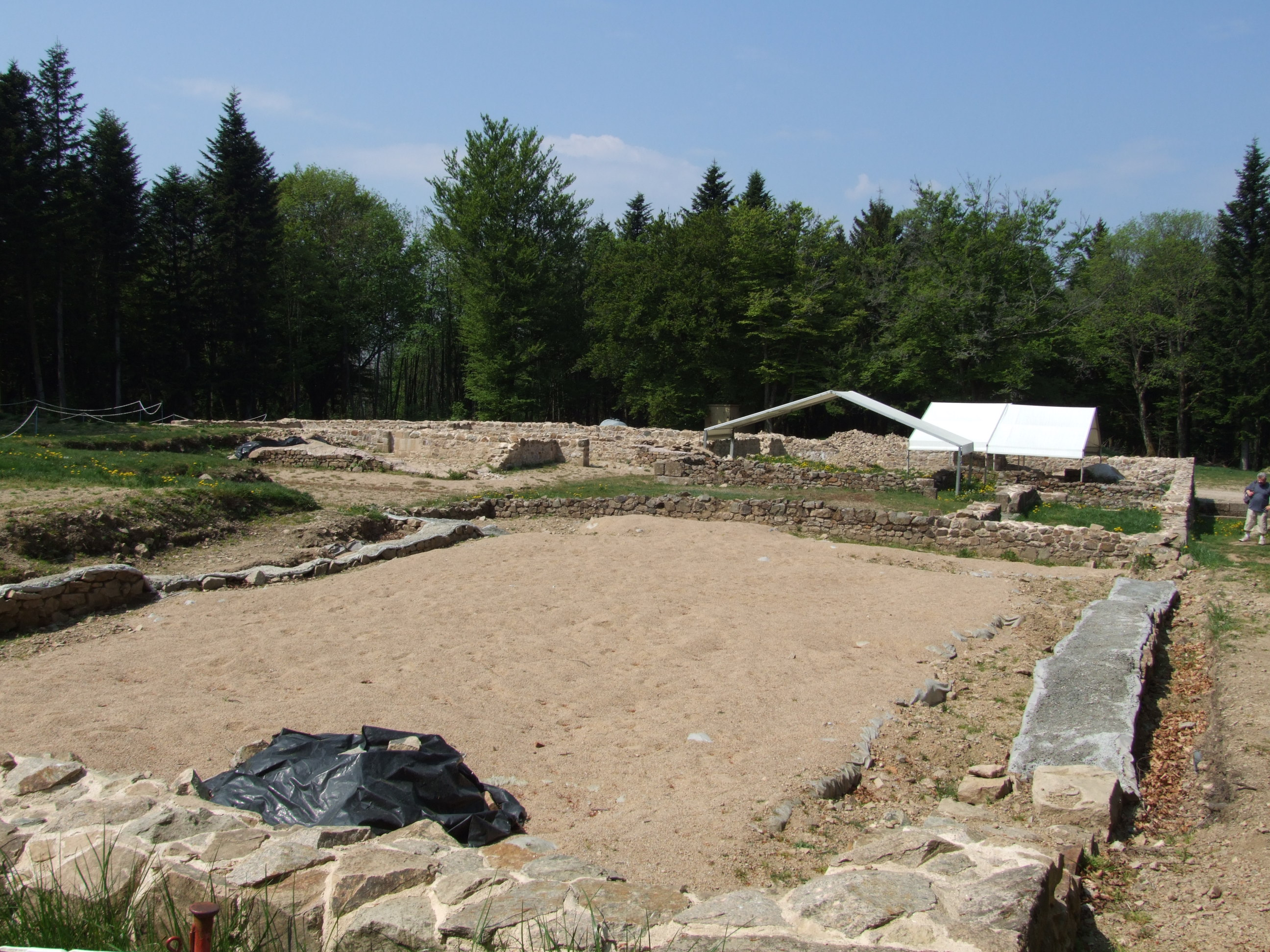
Mont Beuvray, fouilles de Bibracte.

Jacques Lacarrière a écrit : « Si l’on veut essayer de retrouver quelque chose des Gaulois, j’entends quelque chose que le paysage porte encore, même après tant de siècles, c’est à Bibracte qu’il faut aller, sur ce Mont Beuvray dominant les plateaux du Morvan ».
Le mont Beuvray abritait à son sommet la ville-oppidum de Bibracte, capitale économique, religieuse et politique des Éduens, peuple gaulois allié de Rome. Bibracte tirait sa fortune de sa position élevée qui en faisait un symbole de pouvoir, de sa situation géographique au cœur des voies de communication trans-européennes et des ressources minières de son sous-sol. En 52 av. J.-C., Vercingétorix y fut proclamé chef des Gaules coalisées, et César, après sa victoire d'Alésia, y passa l'hiver à rédiger les Commentaires sur la Guerre des Gaules.

### Époque contemporaine
François Mitterrand, alors président de la République, était venu sur place célébrer l'événement et avait songé à se faire enterrer sous l'un des chênes qui poussent au sommet. Le 5 mai 1995, quelques mois avant sa mort, il acheta une parcelle d'un are (100 mètres carrés) pour un franc symbolique, au lieu-dit la Chaume en vue de s'y faire enterrer. L'ancien président a finalement été enterré à Jarnac, en Charente.
De nombreuses fouilles ont eu lieu sur ce mont et il abrite depuis 1996 le Musée de la civilisation celtique.

## Monuments et édifices visibles au sommet du mont Beuvray

Plan du sommet du mont Beuvray (Bibracte).

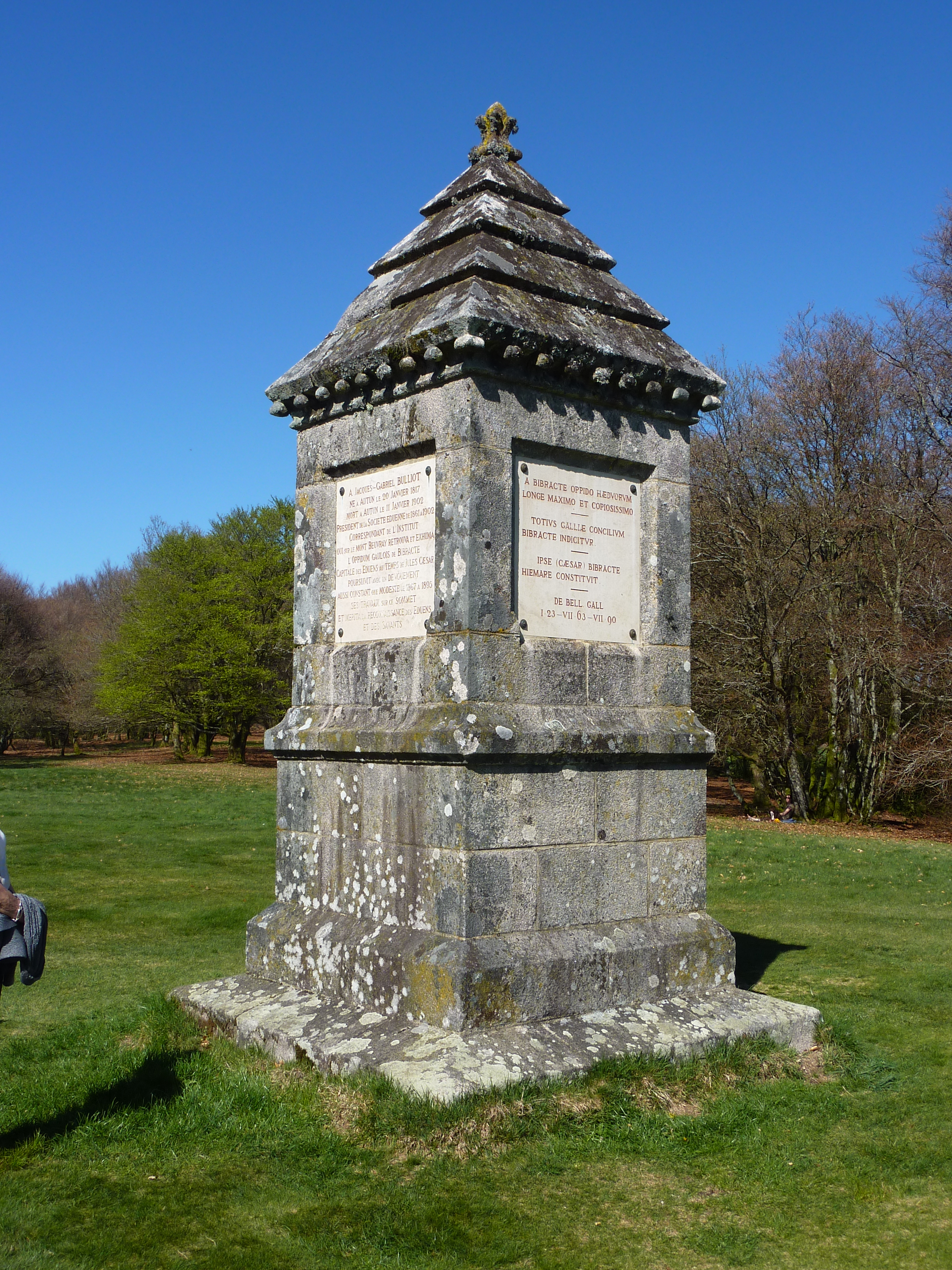
Le monument commémoratif.

Le sommet du mont Beuvray est parsemé de quelques bâtiments et monuments commémoratifs :
- le monument en l'honneur de Jacques-Gabriel Bulliot, le « découvreur » de Bibracte, porte plusieurs inscriptions, dont celle-ci :

« À Jacques-Gabriel Bulliot, né à Autun le 20 janvier 1817, mort à Autun le 11 janvier 1902, président de la Société éduenne de 1861 à 1902, correspondant de l'Institut, qui sur le mont Beuvray retrouva et exhuma l'oppidum gaulois de Bibracte, capitale des Éduens au temps de Jules César, poursuivit avec un dévouement aussi constant que modeste de 1867 à 1895 ses travaux sur ce sommet et mérita la reconnaissance des Éduens et des savants. »

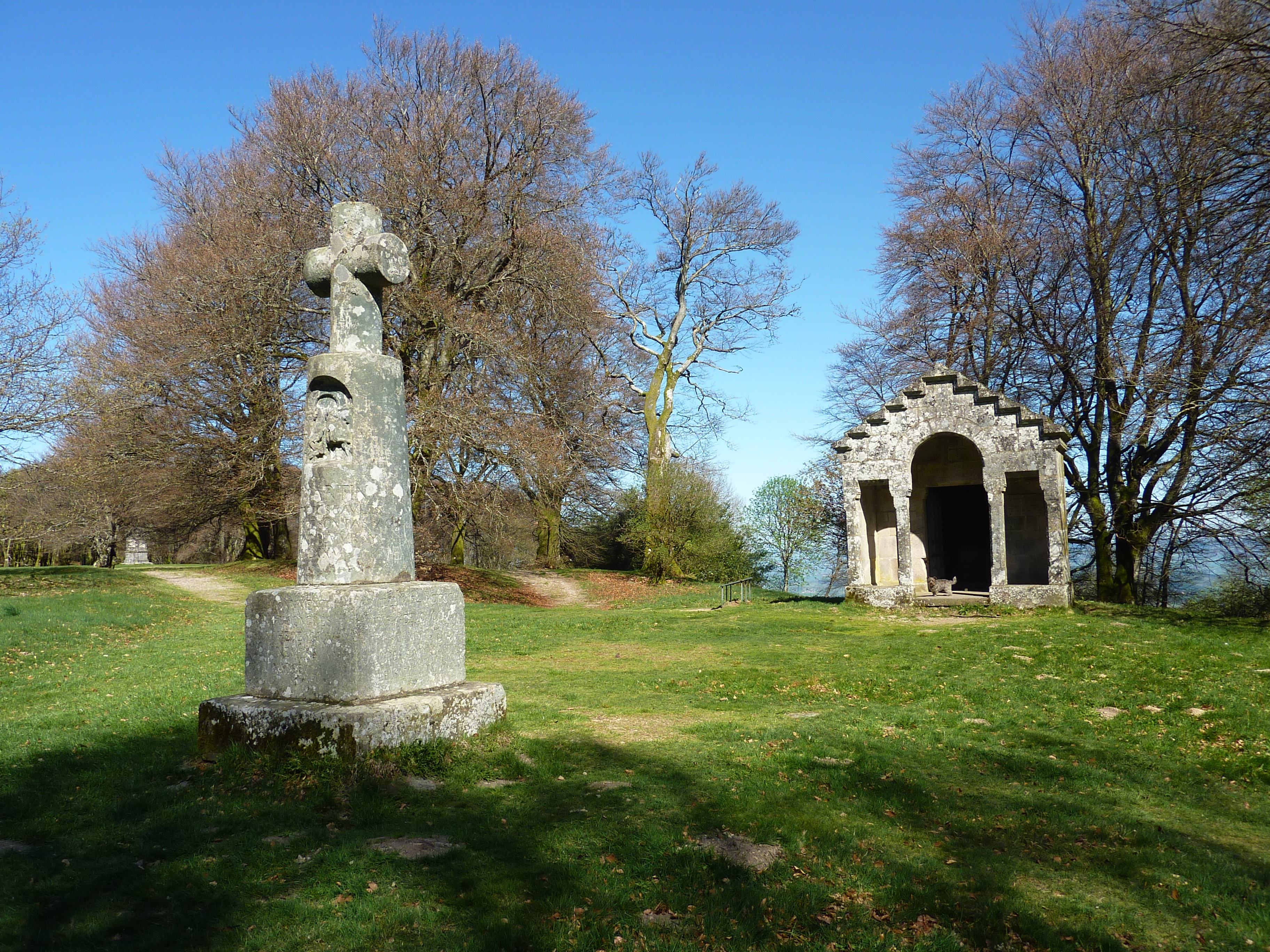
La chapelle sommitale et le calvaire.

- la chapelle sommitale Saint-Martin, édifice construit en 1873 dont l'abside se superpose exactement à celle d'une chapelle romane du Xe siècle ayant elle-même succédé à un édifice paléo-chrétien et à un temple antique[8] ;
- le calvaire, dit « croix de saint Martin », dont le fût présente un bas-relief sculpté sur le thème de la Charité de saint Martin.

Les traces de Bibracte visibles sur place sont de plus en plus nombreuses au fur et à mesure de leur dégagement lors des campagnes de fouilles archéologiques :
- le murus gallicus de la porte du Rebout ;
- le chemin d'accès à Bibracte, longé à maintes reprises par la route d'accès actuelle dans le sens montant ;
- de nombreux restes d'édifices dégagés ou en cours de dégagement, dont il ne reste généralement que la base des murs, aux lieux-dits la Côme Chaudron, Pâture du Couvent, le Taureau de la Roche ;
- les restes d'une villa éduenne (dite du « parc aux chevaux ») : en fait il s'agit des restes d'une riche demeure construite à la mode romaine à la fin du Ier siècle de notre ère, dont le plan avait été relevé par Jacques-Gabriel Bulliot à la fin du XIXe siècle ; située en bordure de la voie principale, elle était longue de 70 mètres et large de 50 mètres. Elle est fouillée depuis 1988 par une équipe de l'université de Lausanne, sous la direction de Claire Martini et Pascal Paris ; une campagne de fouille supplémentaire est en cours[9] ;
  - la fontaine Saint-Pierre et son bassin.

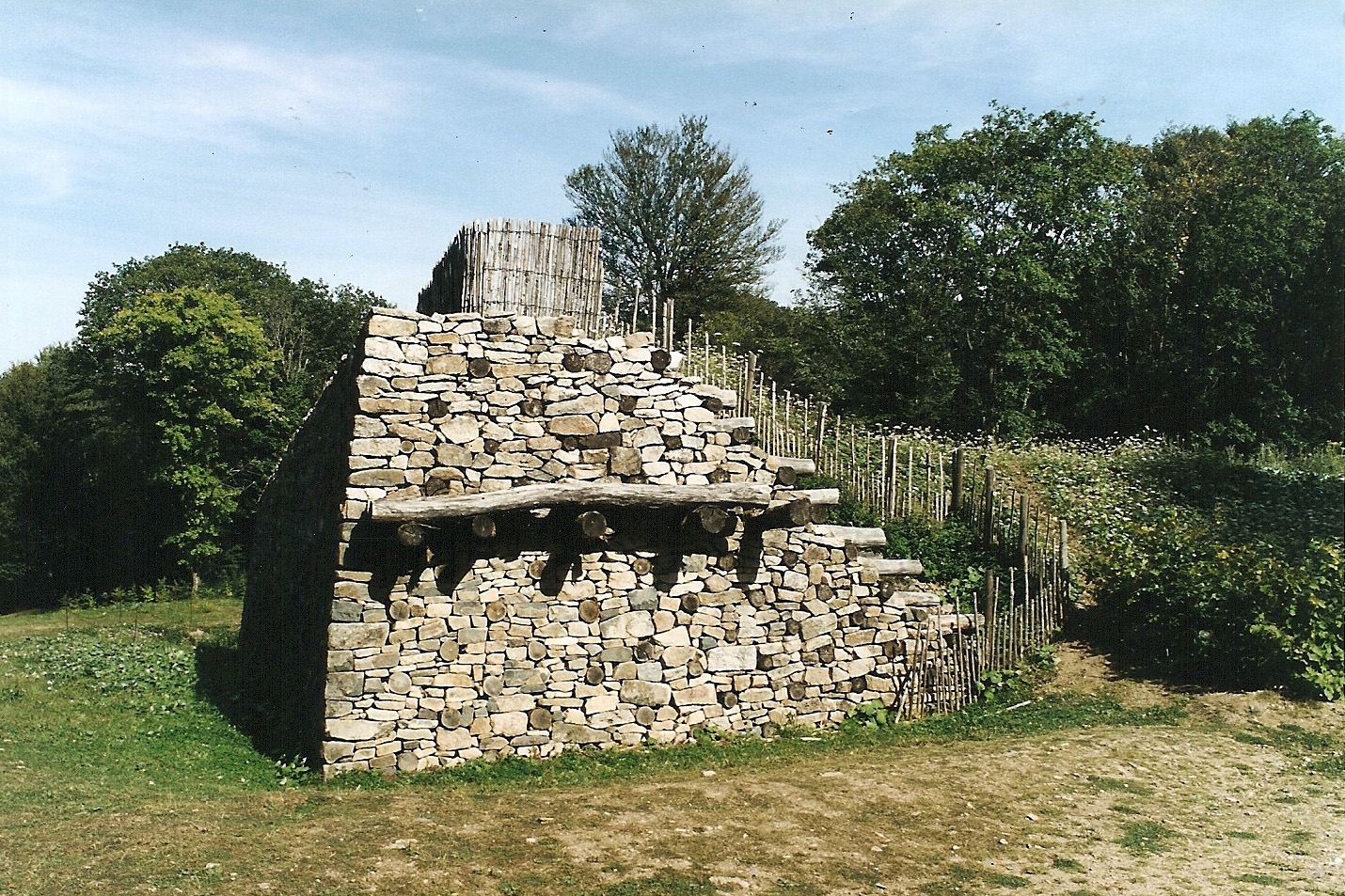
La porte du Rebout (exemple de murus gallicus).
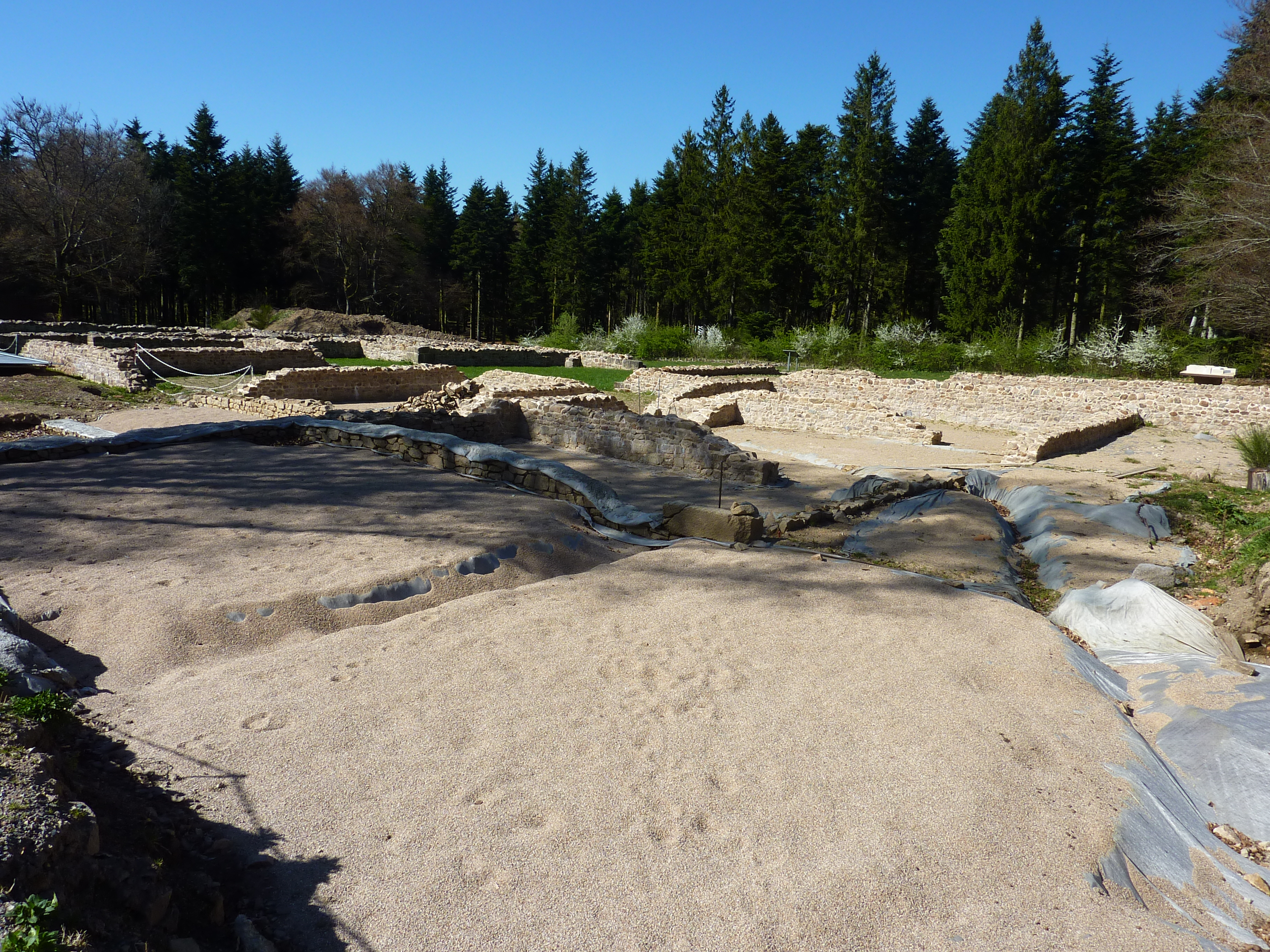
Fouilles d'une villa éduenne en 2011.
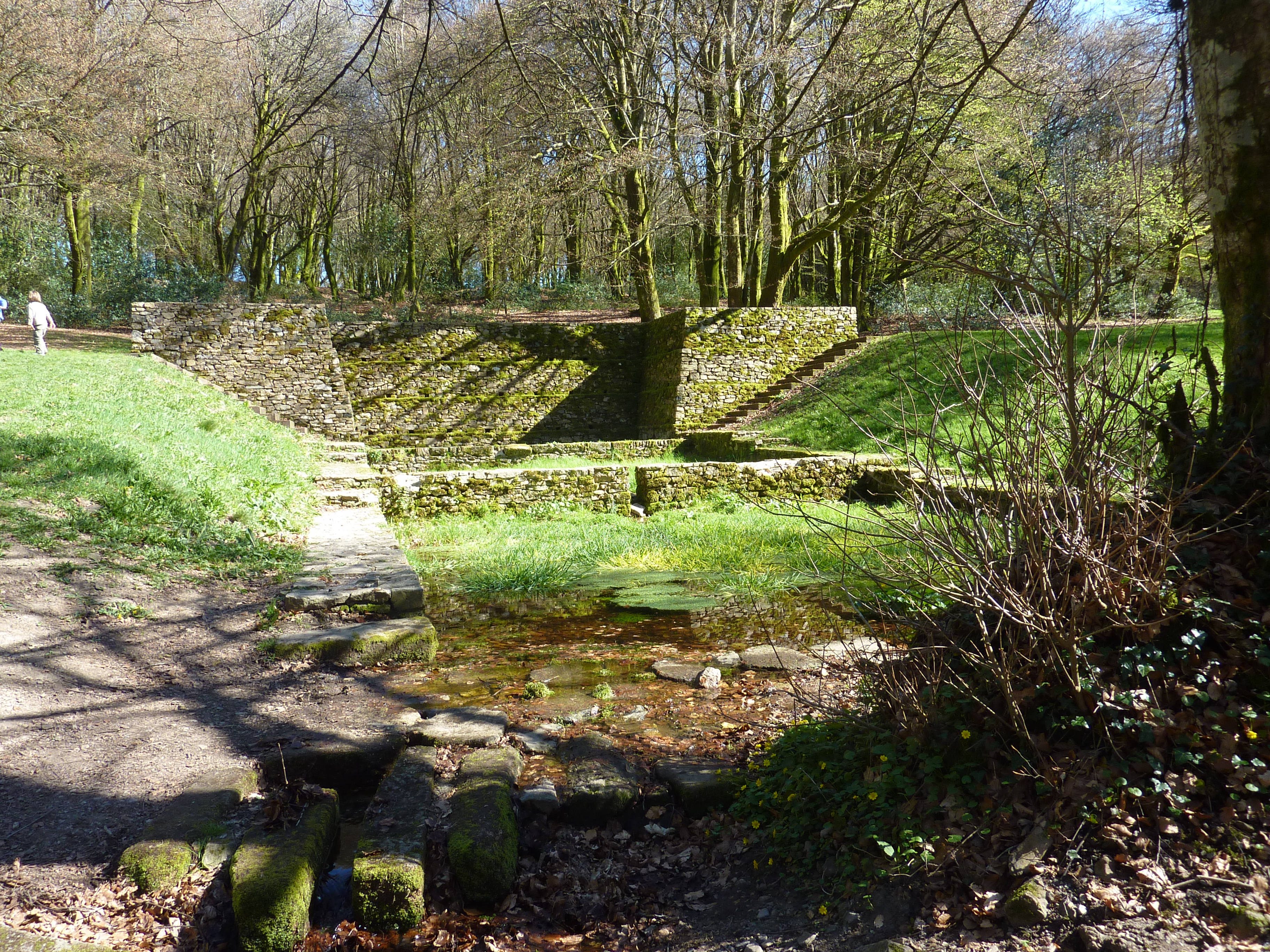
Reconstitution de la fontaine Saint-Pierre et son bassin.
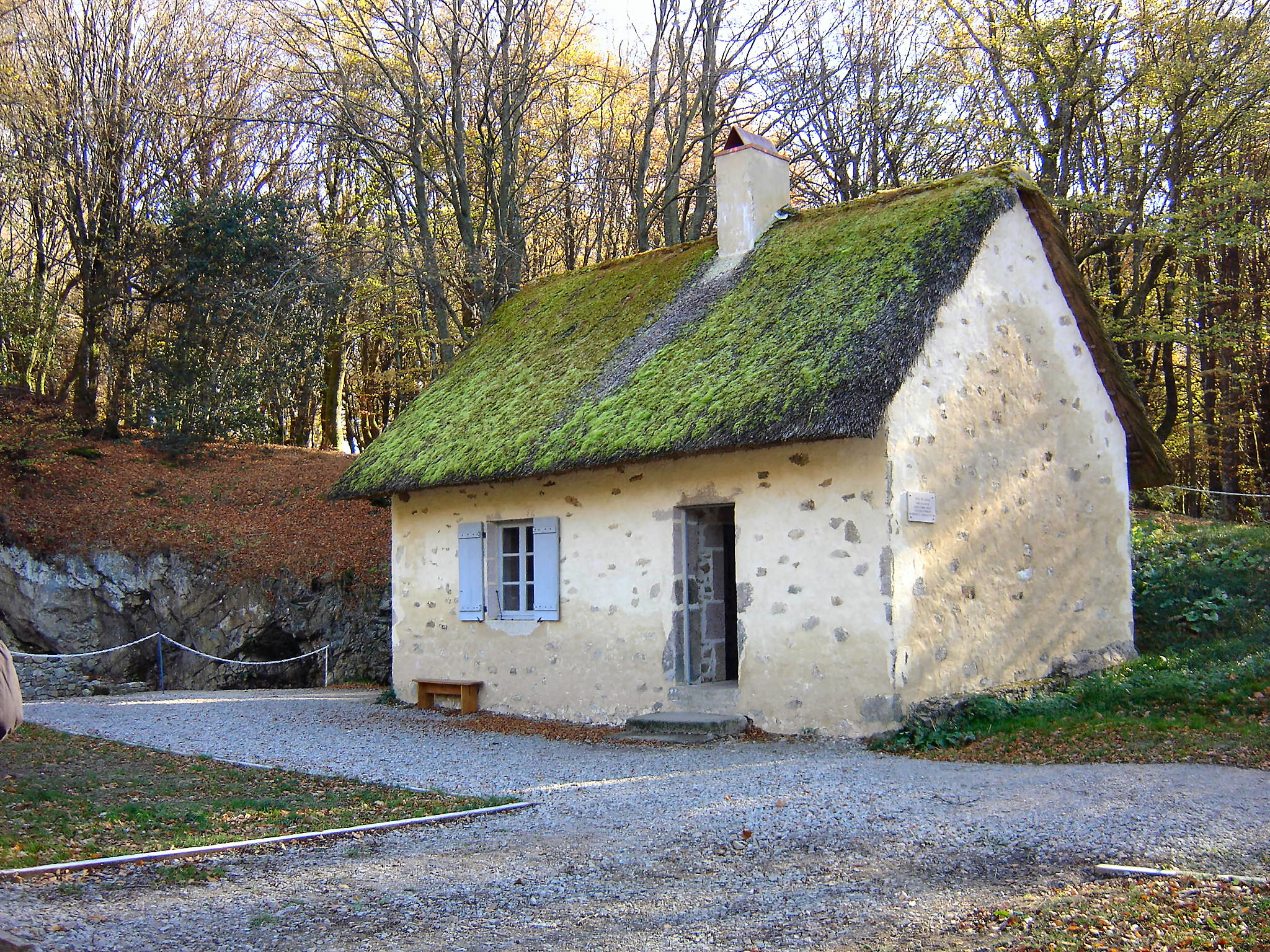
La maison de Jacques-Gabriel Bulliot lors des fouilles (reconstituée).

## Zone naturelle protégée

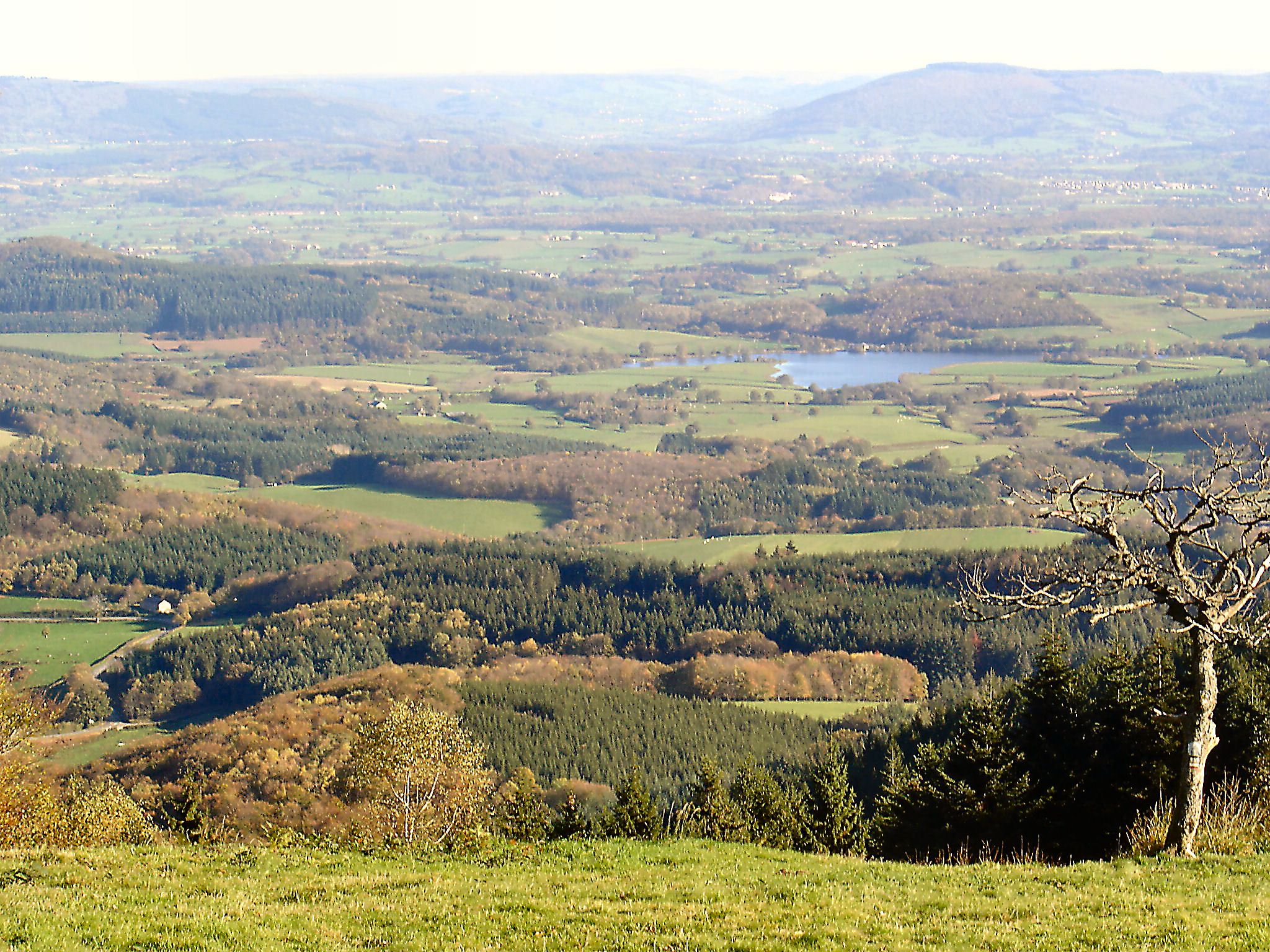
Panorama du mont Beuvray.

Le site du mont Beuvray est un site naturel classé depuis le 20 mars 1990 et désormais site Natura 2000. Il est aussi classé par les Monuments historiques. Traditionnellement boisé sur ses versants, il a fait l’objet, dans les années 1960, d’enrésinements qui ne sont pas sans incidence sur le plan paysager. Le sommet était jusqu’au XIXe siècle occupé par des pâtures. Les limites de l’espace pastoral et agraire se devinent encore par les alignements de « queules », traces tenues des anciennes haies plessées.
La ZNIEFF de type I du mont Beuvray, constituée d'une hêtraie a une superficie de 1 131 hectares. Cette forêt est très caractéristique du Haut-Morvan, formée principalement de Séneçon à feuilles d'adonis (Senecio fuchsii), de Sureau rouge (Sambucus racemosa), d'Alisier blanc (Sorbus aria) et de Laitue de Plumier (Cicerbita plumeri). Une aulnaie marécageuse occupe les endroits les plus humides. on y trouve aussi des plantes comme l'Osmonde royale (Osmunda regalis) dans une tourbière à sphaignes, de la Jasione vivace (Jasione perennis) et du Conopode dénudé (Conopodium majus).
Un plan de gestion paysagère à long terme (un siècle) a été conçu par l'établissement public gestionnaire du site de façon à atténuer progressivement l'impact des enrésinements et mieux révéler l'ensemble du site archéologique.